# Агриколь
Агрико́ль (рос. Агриколь) — присілок в Красногорському районі Удмуртії, Росія.

## Населення
Населення — 728 осіб (2010; 731 в 2002).
Національний склад станом на 2002 рік:
- удмурти — 57 %
- росіяни — 41 %